# University of Strathclyde
University of Strathclyde är ett universitet i Glasgow i Skottland med anor från 1796 då professor John Anderson lade grunden till skolan. Universitetet tar sitt namn från det historiska kungariket Strathclyde och är Skottlands tredje största universitet sett till antalet elever.

## Fakulteter
- Humanities & Social Sciences
- Engineering
- Science
- Strathclyde Business School

## Historia
Tidslinje:
| 1796 | Anderson's Institution                          |
| 1828 | Anderson's University                           |
| 1887 | Glasgow and West of Scotland Technical College  |
| 1912 | Royal Technical College                         |
| 1956 | Royal College of Science and Technology         |
| 1964 | Sammanslagning med Scottish College of Commerce |
| 1964 | University of Strathclyde                       |
| 2006 | Skottlands tredje största universitet           |

## Anmärkningsvärda personer
- John Logie Baird, televisionens fader, studerade vid Glasgow and West of Scotland Technical College.
- Thomas Graham anslöt 1830 till Anderson's College som Professor i Kemi.
- Henrik Larsson, den före detta fotbollsspelaren, utnämndes 2005 till hedersdoktor av universitetet.
- James Young, som 1852 tog patent på fotogen, var student vid universitetets föregångare.